# اتحاد آيسلندا لكرة القدم

الشعار السابق

تأسس اتحاد آيسلندا لكرة القدم (بالآيسلندية:  Knattspyrnusamband Íslands)‏ في عام 1947م وانضم إلى الإتحاد الدولي لكرة القدم في 1947م وإنضم إلى الاتحاد الأوروبي لكرة القدم في 1954م.